# NGC 2681
NGC 2681 је спирална галаксија у сазвежђу Велики медвед која се налази на NGC листи објеката дубоког неба.
Деклинација објекта је + 51° 18' 47" а ректасцензија 8h 53m 32,5s. Привидна величина (магнитуда) објекта NGC 2681 износи 10,2 а фотографска магнитуда 11,1. Налази се на удаљености од 15,250 милиона парсека од Сунца. NGC 2681 је још познат и под ознакама UGC 4645, MCG 9-15-41, CGCG 264-26, ARAK 185, IRAS 08500+5130, PGC 24961.